# Pulo Bargot
Pulo Bargot is een bestuurslaag in het regentschap Labuhan Batu Utara van de provincie Noord-Sumatra, Indonesië. Pulo Bargot telt 2453 inwoners (volkstelling 2010).